# Takikomi gohan
Takikomi gohan (炊き込みご飯, sammenkogt ris) er en japansk risret.
Ved tilberedningen koges risen sammen med forskellige valgbare ingredienser som f.eks. grøntsager, kartofler, hønsekød, fisk, østers, tyndt skåret kød eller svampe (f.eks. enoki eller nemeko) i dashi med sojasovs eller med teriyakisovs i en riskoger. Ingredienserne udvælges for det meste afhængig af årstiden. Om foråret tilberedes en takikomi gohan med bambusskud, om sommeren gerne med grønne bønner eller friske sojabønner, om efteråret med kastanjer eller svampe og om vinteren med østers.
Afhængig af regionen har retten forskellige egenskaber, f.eks. koges risen med en hel fisk i det vestlige Japan. Alt efter fisken kaldes denne variant for tai-meshi oder ayu-meshi. Andre varianter kaldes f.eks. for go-moku gohan oder mame gohan. Retten er især populær hos børn og laves derfor ofte i japanske hjem.